# Ludvig III av Anjou
Ludvig III av Neapel, född 1403, död 1434 vid Cosenza, var titulär kung av Neapel, son till Ludvig II av Neapel. Från 1417 till sin död var han greve av Provence.
Ludvig blev 1423 adopterad av drottning Johanna II av Neapel och drog 1424 in i detta land, men lyckades inte övervinna sin rival, Alfons V av Aragonien. Hans arvsrätt gick över på hans bror, hertig René av Lothringen.